# Campeonato Mundial de Escalada de 1999
El V Campeonato Mundial de Escalada se celebró en Birmingham (Reino Unido) el 3 de diciembre de 1999 bajo la organización de la Federación Internacional de Escalada Deportiva (IFSC) y la Federación Británica de Deportes de Escalada.

## Medallistas

### Masculino
| Evento     | Oro                        | Plata                        | Bronce                   |
| ---------- | -------------------------- | ---------------------------- | ------------------------ |
| Dificultad | Bernardino Lagni · Italia  | Yuji Hirayama Japón          | Maxym Petrenko · Ucrania |
| Velocidad  | Vladímir Zajárov · Ucrania | Vladimir Netsvetayev · Rusia | Alexei Gadeyev · Rusia   |

### Femenino
| Evento     | Oro                     | Plata                    | Bronce                             |
| ---------- | ----------------------- | ------------------------ | ---------------------------------- |
| Dificultad | Liv Sansoz Francia      | Muriel Sarkany · Bélgica | Elena Ovtchinnikova Estados Unidos |
| Velocidad  | Olga Zajarova · Ucrania | Olena Riepko · Ucrania   | Natalia Novikova · Rusia           |

## Medallero
| Núm. | País           | Oro | Plata | Bronce | Total |
| ---- | -------------- | --- | ----- | ------ | ----- |
| 1    | Ucrania        | 2   | 1     | 1      | 4     |
| 2    | Francia        | 1   | 0     | 0      | 1     |
| 2    | Italia         | 1   | 0     | 0      | 1     |
| 4    | Rusia          | 0   | 1     | 2      | 3     |
| 5    | Bélgica        | 0   | 1     | 0      | 1     |
| 5    | Japón          | 0   | 1     | 0      | 1     |
| 7    | Estados Unidos | 0   | 0     | 1      | 1     |
|      | TOTAL          | 4   | 4     | 4      | 12    |